# Ray Cullen
Raymond Murray „Ray“ Cullen (* 20. September 1941 in St. Catharines, Ontario; † 14. März 2021 in London, Ontario) war ein kanadischer Eishockeyspieler, der im Verlauf seiner aktiven Karriere zwischen 1958 und 1971 unter anderem 333 Spiele für die New York Rangers, Detroit Red Wings,  Minnesota North Stars und Vancouver Canucks in der National Hockey League (NHL) auf der Position des Centers bestritten hat.

## Karriere
Cullen verbrachte seine Juniorenzeit zwischen 1958 und 1962 bei den St. Catharines Teepees in der Ontario Hockey Association (OHA). Mit den Teepees gewann der Offensivspieler im Jahr 1960 das Triple bestehend aus dem J. Ross Robertson Cup, der George Richardson Memorial Trophy und dem prestigeträchtigen Memorial Cup. Insgesamt absolvierte Cullen in dem vierjährigen Zeitraum 247 Partien, in denen ihm 340 Scorerpunkte gelangen.
Nach seiner Juniorenzeit wechselte der Stürmer zunächst als Free Agent in die Eastern Hockey League (EHL) zu den Knoxville Knights. Dort überzeugte er mit 114 Punkten in 72 Spielen derart, dass er zum Rookie des Jahres gewählt und ins First All-Star Team der Liga berufen wurde. In der Folge erhielt er einen Vertrag bei den Chicago Black Hawks aus der National Hockey League (NHL). Die Black Hawks setzten Cullen jedoch in den folgenden beiden Spielzeiten ausschließlich in ihren Farmteams ein. Zunächst lief der Mittelstürmer in der Saison 1963/64 für die St. Louis Braves in der Central Professional Hockey League (CPHL) auf, wo er ebenso ins First All-Star Team berufen wurde. Anschließend wurde der Kanadier zu den Buffalo Bisons in die American Hockey League (AHL) versetzt, wo er sich den Dudley „Red“ Garrett Memorial Award als bester Liganeuling sicherte. Da die Black Hawks in ihrem NHL-Kader jedoch keinen Platz für ihn fanden, transferierten sie ihn im Juni 1965 in einem sechs Spieler umfassenden Transfergeschäft zu den New York Rangers. Während John McKenzie mit ihm dorthin wechselte, erhielt Chicago im Gegenzug Dick Meissner, Dave Richardson, Tracy Pratt und Mel Pearson.
In der Organisation der Rangers fand sich der Angreifer zunächst auch in der AHL wieder, wo er für die Baltimore Clippers spielte. Im Verlauf der Saison 1965/66 debütierte er jedoch für die Rangers in der NHL und kam dort achtmal zum Einsatz. Über den Intra-League Draft gelangte Cullen im Juni 1966 ins Franchise der Detroit Red Wings. Er pendelte in der Spielzeit 1966/67 zwischen dem NHL-Kader der Red Wings, für die er 27-mal auf dem Eis stand, und dem der Pittsburgh Hornets in der AHL. Dort lief er in 28 Partien auf. Durch den NHL Expansion Draft 1967 war Cullen genötigt, den dritten Sommer in Folge das Team zu wechseln, da er ungeschützt geblieben und somit von den neu gegründeten Minnesota North Stars ausgewählt worden war. Bei den North Stars gelang es dem Kanadier, sich schließlich dauerhaft in der NHL zu etablieren. Er absolvierte drei Spieljahre für das junge Franchise, in denen er jeweils über 45 Scorerpunkte erreichte. In seiner besten Saison sammelte er 64 Punkte. Cullens Zeit in Minnesota endete mit dem NHL Expansion Draft 1970, wo er trotz seiner Leistungen abermals ungeschützt blieb und daher von den Vancouver Canucks verpflichtet wurde. Für die Kanadier bestritt er die Saison 1970/71. Im Anschluss beendete der 29-Jährige seine aktive Karriere.
Cullen verstarb im März 2021 im Alter von 79 Jahren in London in der Provinz Ontario.

## Erfolge und Auszeichnungen
| - 1960 J.-Ross-Robertson-Cup-Gewinn mit den St. Catharines Teepees - 1960 George-Richardson-Memorial-Trophy-Gewinn mit den St. Catharines Teepees - 1960 Memorial-Cup-Gewinn mit den St. Catharines Teepees - 1963 EHL Rookie of the Year | - 1963 EHL First All-Star Team - 1964 CPHL First All-Star Team - 1965 Dudley „Red“ Garrett Memorial Award |

## Karrierestatistik
(Legende zur Spielerstatistik: Sp oder GP = absolvierte Spiele; T oder G = erzielte Tore; V oder A = erzielte Assists; Pkt oder Pts = erzielte Scorerpunkte; SM oder PIM = erhaltene Strafminuten; +/− = Plus/Minus-Bilanz; PP = erzielte Überzahltore; SH = erzielte Unterzahltore; GW = erzielte Siegtore; 1 Play-downs/Relegation; Kursiv: Statistik nicht vollständig)

## Familie
Cullens ältere Brüder Brian und Barry waren ebenfalls professionelle Eishockeyspieler in der National Hockey League (NHL). Ebenso schaffte sein Neffe John, der Sohn Barrys, den Sprung in die NHL und bestritt dort über 650 Partien, während er zweimal am NHL All-Star Game teilnahm. Seine drei Großneffen Joe, Mark und Matt waren ebenfalls im professionellen Eishockey aktiv. Matt war dabei mit weit über 1.500 NHL-Einsätzen und drei Stanley-Cup-Siegen der mit Abstand erfolgreichste.